# Leptocypris modestus
Leptocypris modestus är en fiskart som beskrevs av Boulenger, 1900. Leptocypris modestus ingår i släktet Leptocypris och familjen karpfiskar. IUCN kategoriserar arten globalt som livskraftig. Inga underarter finns listade i Catalogue of Life.